# Parandrinae
Parandrinae  (лат.) — подсемейство жуков-усачей с архаичными признаками, насчитывающее около 50 видов. Распространены в тропических и субтропических регионах. Эти жуки весьма нетипичны для усачей тем, что усики очень короткие, и лапки  имеют 5 легко видимых сегментов и, таким образом, они скорее внешне схожи с рогачами.

## Систематика
В подсемействе выделяют две трибы и 19 родов.
- Parandrini Blanchard, 1845
  - Acutandra Santos-Silva, 2002
  - Adlbauerandra Bouyer, Drumont & Santos-Silva, 2012
  - Archandra Lameere, 1912
  - Birandra Santos-Silva, 2002
  - Caledonandra Santos-Silva, Heffern & Matsuda, 2010
  - Hawaiiandra Santos-Silva, Heffern & Matsuda, 2010
  - Komiyandra Santos-Silva, Heffern & Matsuda, 2010
  - Malukandra Santos-Silva, Heffern & Matsuda, 2010
  - Melanesiandra Santos-Silva, Heffern & Matsuda, 2010
  - Meridiandra Santos-Silva, Heffern & Matsuda, 2012
  - Neandra Lameere, 1912
  - Papuandra Santos-Silva, Heffern & Matsuda, 2012
  - Parandra Latreille, 1802
  - Stenandra Lameere, 1912
  - Storeyandra Santos-Silva, Heffern & Matsuda, 2010
- Erichsoniini Thomson, 1860
  - Erichsonia Westwood, 1849